# Julián Delmás
Julián Javier Delmás Germán (Zaragoza, Aragón, 20 de abril de 1995), conocido deportivamente como Delmás, es un futbolista español que juega como defensa en las filas del F. C. Cartagena de la Segunda División de España.

## Trayectoria
De padre también futbolista, formado igual que el hijo en la Ciudad Deportiva del Real Zaragoza como lateral derecho, Francisco Javier Delmás sería posteriormente jugador del C. D. Teruel, C. D. Lugo o el Endesa Andorra, entre otros, aunque no llegaría a debutar nunca con el Real Zaragoza.
Julián, al igual que su padre, se formó en las categorías inferiores del club blanquillo, hasta llegar a ser parte de la plantilla del Real Zaragoza "B" en 2014. Sin embargo, fue cedido antes del comienzo de la temporada al Villanueva Club de Fútbol, con el que debutó en categoría sénior en la Tercera División. Retornó al filial a la temporada siguiente, clasificándose para los playoffs de ascenso a Segunda B pero cayendo eliminado en los mismos. Pese a ello, en su segunda campaña en el filial, logró ascender a la Segunda División B al final de la temporada 2016-17.
En verano de 2017 fue promocionado desde el filial, y renovado su contrato con el conjunto maño hasta 2021. Debutó en el primer partido de liga de Segunda División de la temporada 2017-18 frente al Club Deportivo Tenerife en el Estadio Heliodoro Rodríguez López.
El 30 de agosto de 2020 rescindió su contrato con el Real Zaragoza y se marchó al Fútbol Club Cartagena, que había ascendido a Segunda División, por tres temporadas. Se desvinculó de este club el 22 de diciembre de 2022 y dos días después fichó por el Málaga C. F. hasta junio de 2024.
El 19 de julio de 2023, tras haber quedado libre después del descenso del club malagueño, firmó por el Racing Club de Ferrol. Allí estuvo hasta enero de 2025, momento en el que regresó al F. C. Cartagena.

## Clubes
| Club                  | País   | Año       |
| --------------------- | ------ | --------- |
| Villanueva C. F.      | España | 2014-2015 |
| Deportivo Aragón      | España | 2015-2017 |
| Real Zaragoza         | España | 2017-2020 |
| F. C. Cartagena       | España | 2020-2022 |
| Málaga C. F.          | España | 2023      |
| Racing Club de Ferrol | España | 2023-2025 |
| F. C. Cartagena       | España | 2025-     |